# Кантемировское городское поселение
Кантемировское городское поселение — муниципальное образование в Кантемировском районе Воронежской области Российской Федерации.
Административный центр — рабочий посёлок Кантемировка.

## Население
| 2010    | 2011    | 2012    | 2013    | 2014    | 2015    | 2016    |
| ------- | ------- | ------- | ------- | ------- | ------- | ------- |
| 11 991  | ↘11 914 | ↘11 650 | ↘11 466 | ↘11 276 | ↘11 155 | ↘11 086 |
| 2017    | 2018    | 2021    | 2025    |         |         |         |
| ↗11 103 | ↘11 056 | ↘10 730 | ↘10 199 |         |         |         |

## Состав городского поселения
| № | Населённый пункт     | Тип населённого пункта                  | Население |
| - | -------------------- | --------------------------------------- | --------- |
| 1 | Гартмашевка          | железнодорожная станция                 | 30        |
| 2 | Дальний Россоховатый | хутор                                   | 18        |
| 3 | Кантемировка         | рабочий посёлок, административный центр | ↘10 191   |